# Great Sandy Strait
Die Great Sandy Strait ist ein Meereskanal im Südosten des australischen Bundesstaates Queensland. Sie trennt die große Sandinsel K’gari, ehemals Fraser Island und als Weltnaturerbe bei der UNESCO gelistet, im Osten vom Festland im Westen. Die große Wasserfläche, die einem starken Tidenhub unterliegt, ist mehrheitlich ein Schutzgebiet für Wasser- und Watvögel. Sie ist als bedeutsames Schutzgebiet von der UNESCO entsprechend der Ramsar-Konvention gelistet.

## Lage
Die Great Sandy Strait bedeckt eine Fläche von knapp 932 km² und erstreckt sich über eine Länge von etwa 70 Kilometern. Sie beginnt im Süden am Inskip Point nördlich des Ortes Rainbow Beach und reicht bis zur Hervey-Bucht beim Ort Hervey Bay. Im Osten wird der Meereskanal, der in Australien auch als Ästuar bezeichnet wird, von K’gari begrenzt. Im Norden und Süden öffnet sich der Meereskanal in das Korallenmeer. Die sich im Norden öffnende Meeresenge ist 10,5 Kilometer breit, daran schließt sich die Hervey-Bucht an.
Der Mary River, der große Massen von Sand transportiert, mündet bei River Heads in den Meereskanal. In der Great Sandy Strait liegen mehrere Inseln, unter anderem Big Woody Island und Little Woody Island, Walsh, Pookar und Turkey Island.
Auf den Woody Islands gibt es Leuchttürme mit dazugehörigen Gebäuden, die von 1866 bis 1870 errichtet wurden und als Woody Island Lighthouses im Jahr 2011 in die nationale australische Denkmalschutzliste eingetragen worden sind.
Am Westufer ist ein halbes Dutzend Siedlungen zerstreut, die meisten davon sehr klein. Tin Can Bay ist der größte Ort am Ufer der Great Sandy Strait. Am südlichen Ende liegt Rainbow Beach, am nördlichen Hervey Bey und im Hinterland rund 15 Kilometer entfernt die Stadt Maryborough.

## Geologie
Der abgelagerte Sand ist ein Erosionsprodukt der Great Dividing Range, die sich längs der gesamten australischen Ostküste entlang zieht. Der Sand wurde durch die Flusssysteme des nördlichen New South Wales zum Meer und von dort durch die vorherrschenden Südost-Passatwinde und Meeresströmungen entlang der Küste Richtung Norden transportiert.
Bis vor 10.000 Jahren waren die Great Sandy Strait und auch K’gari ein Teil des Festlands. Das Ende des australischen Kontinentalschelfs verlief etwa 25 Kilometer vor Woody Island. Dort wurde der Mary River nach Südosten abgelenkt und entwässerte in die heutige Great Sandy Strait. Dieser Fluss und seine Nebenflüsse gruben tiefe Täler in die damalige Landschaft. Nach der letzten Eiszeit stieg der Meeresspiegel um bis zu 120 Meter an und der Mary River mit seinen Nebenflüssen bildete weite flache, sandige Mündungsgebiete, die von Salzwasser geflutet wurden. Die in diesem Gebiet lebenden Aborigines der Butchulla zogen sich an die Festlandküste und auf K’gari zurück.

## Wirtschaft
Wirtschaftlich bedeutend sind der Fischfang und der Tourismus. Allerdings sind die Fischbestände in der Great Sandy Strait überfischt.
Der Tourismus konzentriert sich vor allem auf K’gari und Hervey Bay. Der Bootsport und Angelsport hat wirtschaftlich große Bedeutung für die Region. Walbeobachtung wird von August bis November betrieben. Jedes Jahr findet eine Segelregatta durch die Great Sandy Strait statt, das Bay to Bay Yacht Race.
Fähren verbinden von River Heads sowie von Inskip Point aus das Festland mit K’gari.

## Umwelt
Die Landschaft der Great Sandy Strait wird an den Küsten von Mangroven, Sandbänken, Schlammflächen, Seegrasfeldern und starkem Tidenhub geprägt. Der Tidenhub erreicht im Durchschnitt 4,1 Meter. Entsprechend einer Messung aus dem Jahr 1992 bestehen 28 km² aus Salzwiesen und Flächen aus Ton, 155 km² sind von Mangroven bedeckt und auf einer Wasserfläche von 123 km² wächst Seegras. Die im Westen gelegenen Feuchtgebiete erreichen eine Breite von 5,5 bis zu 13,5 Kilometern.
Nach mehreren Überschwemmungen wurde geplant, den Mary River durch den Bau des Traveston Crossing Dam zu stauen. Da dies erheblichen Einfluss auf die Wasserverhältnisse der Great Sandy Strait gehabt hätte, wurde das Projekt 2009 wegen Widerstände der lokalen Bevölkerung aufgegeben.
Schutzgebiete an oder in der Nähe der Great Sandy Strait sind der Great-Sandy-Nationalpark, der Poona-Nationalpark und der Great Sandy Conservation Park.

## Flora und Fauna

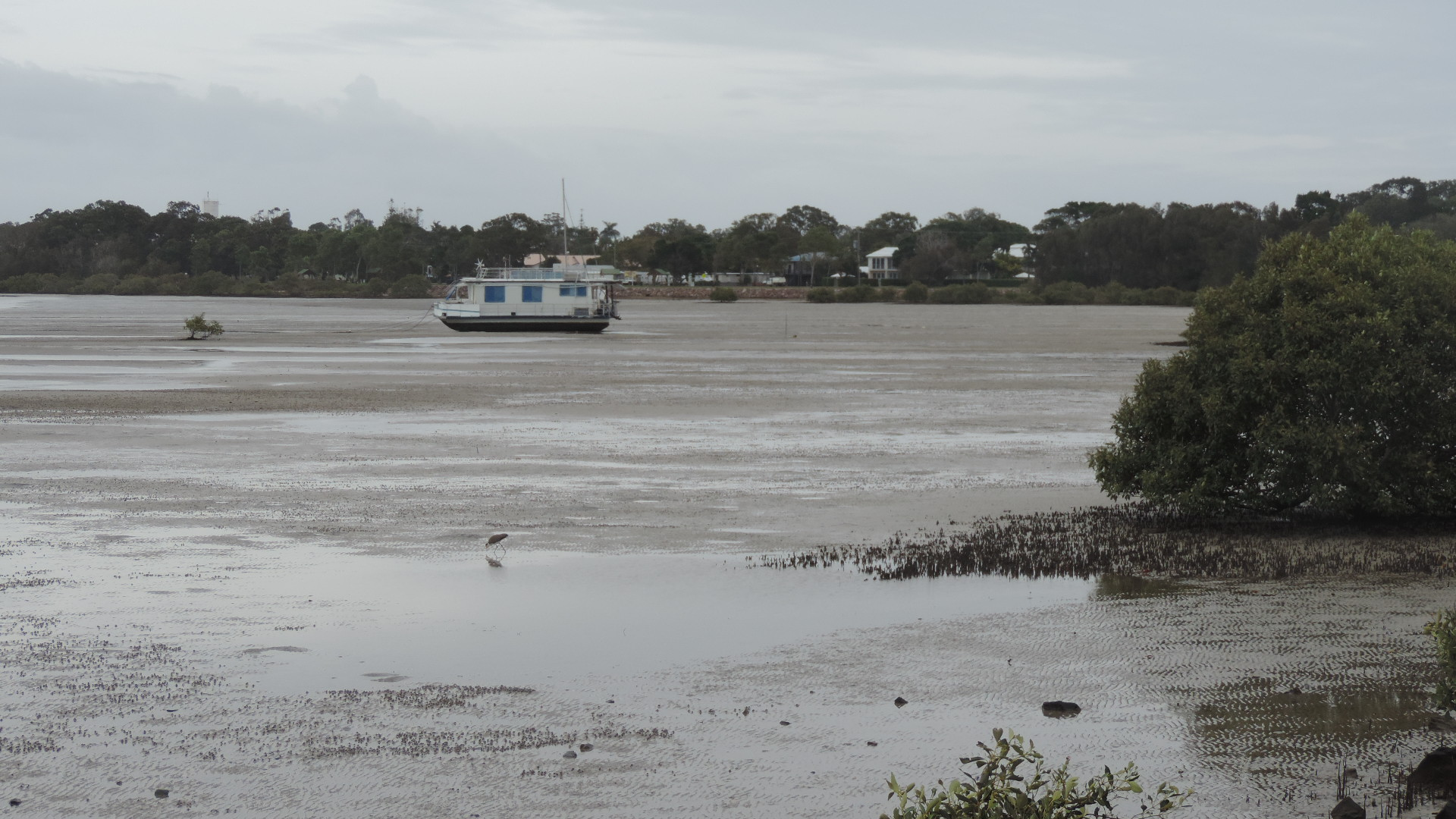
Aussichtspunkt bei Tin Can Bay mit Blick in die Landschaft mit Mangroven

Die Meeresenge ist ein bedeutender Lebensraum für Fische, Schalentiere, Dugongs und Delfine. In den großen Seegrasfeldern wachsen sechs Seegrasarten. Meeresschildkröten wie Suppenschildkröte, Echte- und Unechte Karettschildkröte und Lederschildkröte halten sich dort auf. Von August bis November suchen Buckelwale das ruhige Wasser der Great Sandy Strait auf.
Die Feuchtgebiete in der Great Sandy Strait sind mit einer Größe von 806 km² seit 1999 von der UNESCO als ein Ramsar-Gebiet von internationaler Bedeutung ausgewiesen. Dieses Gebiet bietet etwa 120.000 Vögeln Schutz. Diese stellen etwa ein Prozent der Weltpopulation von Pfuhlschnepfen, Sibirischen Brachvögeln, Großen Knutts, Grauschwanzwasserläufern, Mongolenregenpfeifern, Australischen Austernfischern, Rotkehlstrandläufern und Rotkopfregenpfeifern dar. Ferner lebt dort auch eine kleine Anzahl von Mangrovenhonigfressern. Verschiedene Arten von Entenvögeln, Ibissen, Reihern, wie auch der Brolgakranich und Schwarzschwan halten sich in diesem Gebiet auf.
In den Feuchtgebieten wurden 63 Fischarten gezählt, bei Tin Can Bay 104. Ferner leben dort 27 Muschelarten.